# Assumpta Baig i Torras
Assumpta Baig i Torras (Vilanova i la Geltrú, 16 d'abril de 1951) és una mestra i política catalana, diputada al Parlament de Catalunya en la V, VI i VII legislatures.

## Biografia
Estudià magisteri a l'Escola Normal de Barcelona i ha treballat com a professora d'ensenyament primari. És membre de l'Associació de Mestres Rosa Sensat, afiliada a la Federació d'Ensenyament de la Unió General de Treballadors i ha col·laborat a la revista pedagògica Perspectiva escolar.
Durant els darrers anys del franquisme i la transició ha militat primer al Moviment Socialista de Catalunya (MSC), després a Convergència Socialista de Catalunya (CSC), d'aquí al Partit Socialista de Catalunya-Congrés i finalment al Partit dels Socialistes de Catalunya (PSC-PSOE). A les eleccions municipals espanyoles de 1979 fou escollida regidora de l'Ajuntament de Vilanova i la Geltrú, càrrec que va mantenir fins a 1991. De 1991 a 1997 fou membre de la Diputació de Barcelona.
Fou escollida diputada a les eleccions al Parlament de Catalunya de 1995, 1999 i 2003 i senadora designada per la Comunitat Autònoma de 2004 a 2011. Ha estat vicepresidenta de la Comissió Permanent de Legislatura sobre el Procés d'Equiparació Dona-Home.